# Palazzo delle miniere
Il Palazzo delle miniere, chiamato anche Palazzo del Dazio o  del Censo, è un edificio storico situato a Fiera di Primiero, municipalità del comune di Primiero San Martino di Castrozza, in provincia di Trento.
Eretto nel XV secolo al termine dell'antica zona posta lungo la Rivetta Enrico Koch, vicino alla Pieve di Santa Maria Assunta e alla chiesetta di San Martino, da Sigismondo "Il danaroso", duca d'Austria e conte del Tirolo, fu sede del giudice minerario (Bergrichter) e dei diversi uffici pubblici che si succedettero nel corso dei secoli.
Al suo interno è stato ricavato il Centro di documentazione della storia e cultura materiale del Primiero, con un'esposizione etnografica sull'artigianato, usi e costumi della zona, con varie sezioni dedicate alla tessitura e filatura, alla lavorazione del ferro e dei formaggi, alla fienagione e altre attività rurali. Altri spazi sono dedicati alla vita dell'ingegnere Luigi Negrelli (progettista di ferrovie e del canale di Suez) e alla storia delle miniere di Primiero.

## Storia

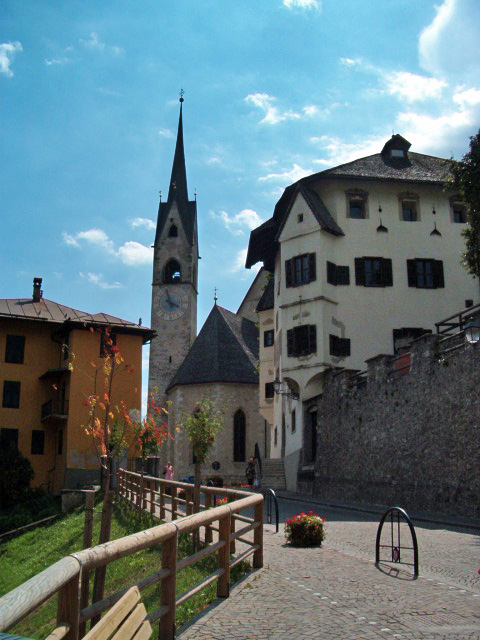
Il Palazzo Miniere e la Pieve di Santa Maria Assunta

Il Palazzo delle miniere deve la sua nascita ed il suo splendore a quel grande momento storico che fu, per la valle di Primiero e per quasi tutto il Tirolo, il periodo minerario medioevale e tardomedioevale, con l'avvento di imprenditori ed operai specializzati (canòpi < (Berg)knappen). L'edificio venne fatto erigere nel XV secolo dall'arciduca Sigismondo d'Austria a fianco della chiesa di Santa Maria e della chiesetta di San Martino, quasi a suggello tra potere politico e potere religioso, non solamente come aspetto monumentale.
Il palazzo venne ristruttutturato già nel 1588 ristrutturato in seguito, come indicato nella lapide situata sul portale d'accesso
Con il passare del tempo, il Palazzo delle Miniere ha avuto diversi usi che possono essere così sintetizzati: sede del Giudice Minerario (Bergrichter), del Capitanato distrettuale, del Palazzo governativo, del Censo e del Dazio e sede di uffici forestali, e infine sede dell'Ufficio delle imposte dirette ed dell'Ufficio del registro.
Nel ventennio a cavallo tra il XX e XXI secolo il palazzo è stato oggetto di importanti restauri da parte del Comune di Fiera di Primiero con il contributo della Provincia Autonoma di Trento. In particolare, tra il 1990 e il 1994 è avvenuta la ricomposizione dell'assetto originario del piano terra, messa in luce dei soffitti originali del primo e secondo piano, con restauro degli erker e degli affreschi interni ed esterni, nonché riuso del Parco tramite nuove pavimentazioni ed allestimenti, e recupero dell'edificio annesso con ricavo di servizi igienici e locali accessori. Negli anni 2004-2008 sono state rifatte le scale ottocentesche, con creazione nuovi accessi tramite ampliamento del piano terra  e dotazione di ascensore. Infine, nel 2012-2014 sono state consolidate e sistemate le facciate, con il restauro, la messa in luce e la ricomposizione degli affreschi in facciata.

## Architettura

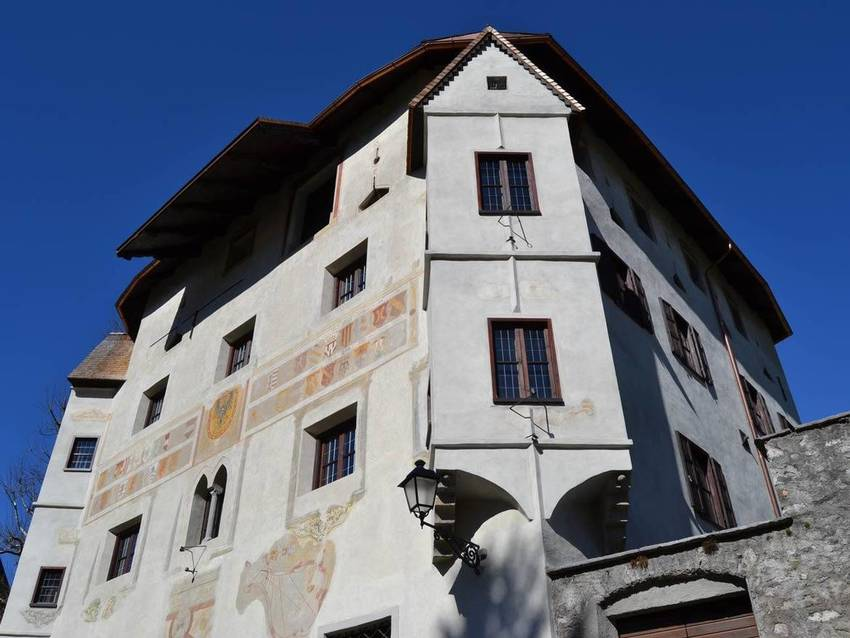
Palazzo delle Miniere

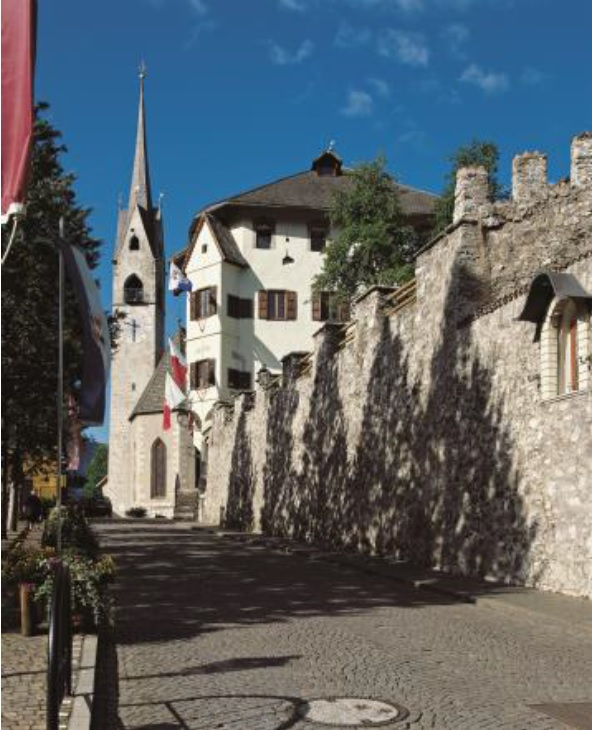
Le mura merlate del Palazzo delle Miniere

Il Palazzo delle Miniere è un autorevole esempio di architettura tardo-gotica profana, con chiara influenza nordica. Con la sua caratteristica forma di imponente manufatto, il Palazzo delle Miniere costituisce il simbolo e la memoria storica del potere politico e dello stato socio-economico di quel tempo, riscontrabile nelle fattezze dell'insieme dell'edificio, caratterizzato dalla particolarità degli erker d'angolo, dai quali si controlla l'accesso al Palazzo, dalle finestrature con inferriate del piano terra, dai portoni arcuati a sesto acuto, dalla bifora ogivale, dalle peculiari feritoie-caditoie del sottotetto. Il Palazzo inoltre è contraddistinto da affreschi di notevole interesse storico, come la centrale Aquila degli Asburgo, posta tra quaranta stemmi (possedimenti della Casa d'Asburgo), ed è impreziosito da altri affreschi contornanti le finestre delle rispettive facciate.
L'ampia valenza storico-architettonica è confermata dalla dislocazione degli spazi interni, disposti su quattro livelli di piano, e dalla loro particolarità. Ne sono un esempio l'ampio atrio d'ingresso a piano terra, ove troneggia un pilastro centrale su cui si chiudono gli avvolti, o come le sale, sia del piano terra che del primo piano, caratterizzate da soffitti con volte a crociera, o con pregevoli soffitti gotici, eseguiti con travatura in legno a vista e cornici perimetrali e trasversali dipinte. Notevole l'originalità degli elementi del vasto sottotetto, come le feritoie e caditoie poste su tutto il perimetro, come l'argano con portone, ed ancora come tutta la particolare travatura "a vista" del tetto.